# Abracadabrella
Abracadabrella är ett släkte av spindlar. Abracadabrella ingår i familjen hoppspindlar.
Kladogram enligt Catalogue of Life:
| Abracadabrella | \| \| Abracadabrella birdsville \| \| \| \| \| \| Abracadabrella elegans \| \| \| \| \| \| Abracadabrella lewiston \| \| \| \| |
|                | \| \| Abracadabrella birdsville \| \| \| \| \| \| Abracadabrella elegans \| \| \| \| \| \| Abracadabrella lewiston \| \| \| \| |
|                | Abracadabrella birdsville |
|                | |
|                | Abracadabrella elegans |
|                | |
|                | Abracadabrella lewiston |
|                | |